# Вінкьо
Вінкьо (італ. Vinchio, п'єм. Vinch) — муніципалітет в Італії, у регіоні П'ємонт,  провінція Асті.
Вінкьо розташоване на відстані близько 470 км на північний захід від Рима, 60 км на південний схід від Турина, 14 км на південний схід від Асті.
Населення — 616 осіб (2014).
Щорічний фестиваль відбувається 22 січня. Покровитель — San Vincenzo.

## Демографія
Населення за роками:

Станом на 1 січня 2023 року в муніципалітеті офіційно проживало 28 іноземців з 8 країн, серед них 15 громадян країн Євросоюзу та 3 громадяни України.

## Сусідні муніципалітети
- Бельвельйо
- Кастельнуово-Кальчеа
- Кортільйоне
- Момберчеллі
- Ніцца-Монферрато
- Вальйо-Серра